# Sebastian Hiller

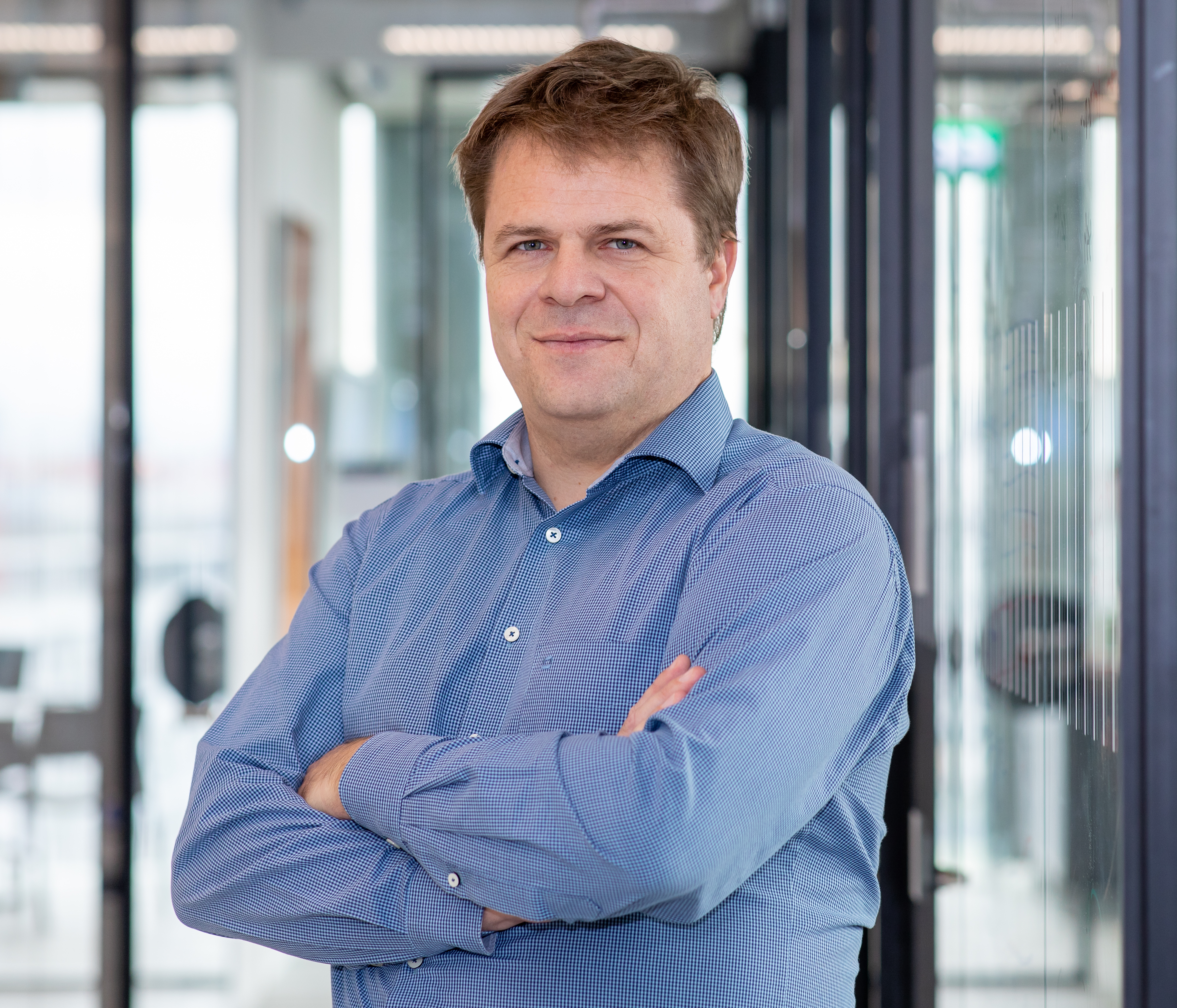
Sebastian Hiller (2024)

Sebastian Hiller (* 14. Dezember 1976 in Pforzheim, Deutschland) ist ein deutsch-schweizerischer Strukturbiologe und Biophysiker. Er lehrt und forscht seit 2010 am Biozentrum der Universität Basel.

## Leben
Sebastian Hiller studierte Interdisziplinäre Naturwissenschaften an der ETH Zürich und an der University of Cambridge. Er promovierte 2006 im Labor des Schweizer Nobel-Preisträgers Kurt Wüthrich zu Methoden der Kernspinresonanz-Spektroskopie (NMR) und forschte als Postdoktorand bei Gerhard Wagner an der Harvard Medical School in Boston und bei Beat Meier an der ETH Zürich. Im Jahr 2010 erhielt er eine SNSF-Förder-Professur am Biozentrum der Universität Basel. 2015 wurde er zum Associate Professor und 2022 zum Full Professor der Universität Basel berufen.

## Wirken
Sebastian Hiller erforscht mit Hilfe der NMR-Spektroskopie die Struktur und Funktion von Proteinen, ihre Wechselwirkungen und zugrundeliegenden molekularen Mechanismen. Er konnte zeigen, wie Chaperone das Protein α-Synuclein, welches eine Schlüsselrolle in der Entstehung der Parkinson-Krankheit spielt, in der Zelle regulieren. Ein weiterer Schwerpunkt liegt auf der Biogenese von äusseren Membranproteinen und neuen Antibiotika. Die genaue Funktionsweise von Darobactin, einem natürlichen Antibiotikum, das gegen Gram-negative Bakterien wirkt, konnte entschlüsselt und ein wichtiger Ausgangspunkt für die Entwicklung neuartiger Antibiotika geschaffen werden. Das Protein NINJ1 hingegen spielt eine wichtige Rolle bei Entzündungsreaktionen des Körpers und bildet auf der Zellmembran eine molekulare «Sollbruchstelle» in Vorbereitung des Zelltods. Zudem forscht er auf dem Gebiet der dynamischen Kinasen und ihrer Interaktionen.

## Auszeichnungen
- 2018 ICMRBS Founder’s medal[6]
- 2014 EMBO Young investigator[7]
- 2011 ERC Starting grant[8]
- 2010 SNSF Professorship[9]
- 2008 SNSF Scholarship for young researchers[1]